# Diego de Enzinas
Diego de Enzinas, auch: Jacobus Dryander, (* ca. 1520 in Burgos; † 15. März 1547 in Rom) war ein Gelehrter spanischer Herkunft. Er war in den Niederlanden und in Rom als Protestant aktiv und wurde von der Inquisition hingerichtet.

## Leben und Wirken

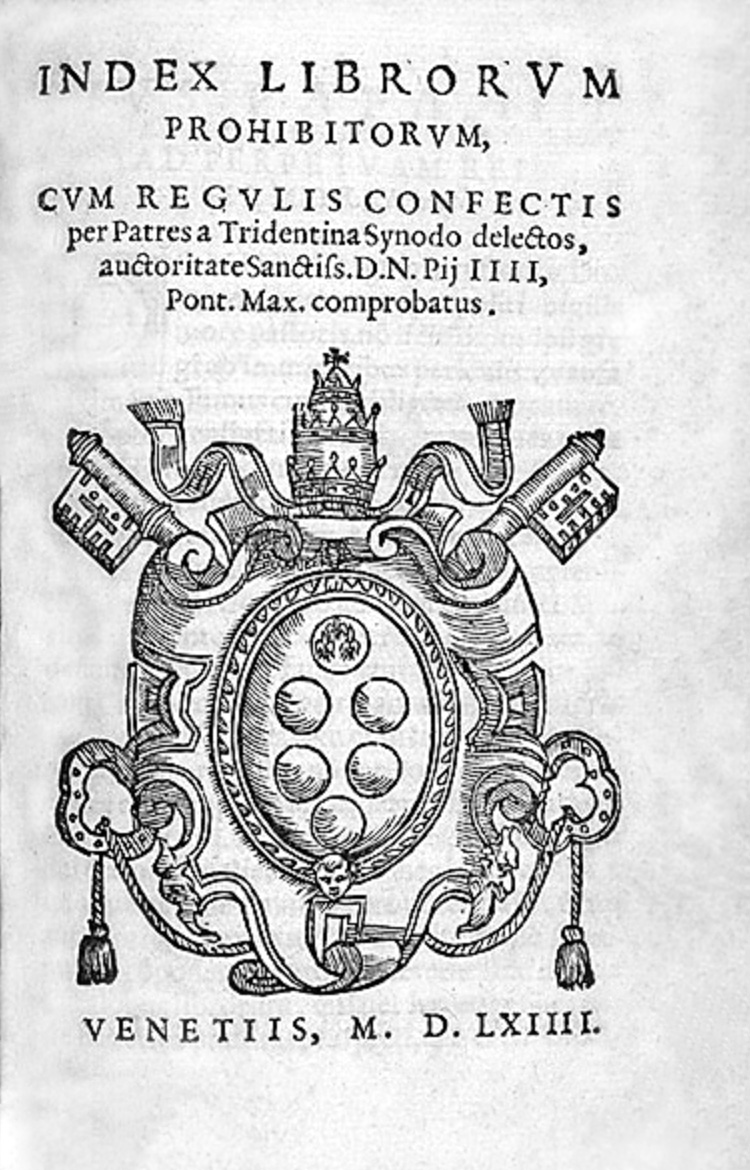
Ein Index Librorum Prohibitorum: Verzeichnis der vom Konzil als ketzerisch veranschlagten Bücher (Venedig, 1564)

Diego de Enzinas entstammte einer erfolgreichen Kaufmannsfamilie in Burgos in Nordspanien, der bekanntere Francisco de Enzinas war sein Bruder. Er wurde zur Ausbildung zum Kaufmann in die Niederlande geschickt; am 28. Oktober 1538 immatrikulierte er sich am Collegium Trilingue der Universität Löwen. Er studierte auch in Paris.
Im März 1542 betreute er in Antwerpen den Druck eines kleinen Buches mit dem Titel: Breve y compendiosa institución de la religión cristiana. Das Buch enthielt zwei Texte: einen Katechismus von Johannes Calvin aus dem Jahr 1538, den sein Bruder Francisco aus dem Lateinischen ins Spanische übersetzt hatte, und die Übersetzung von Martin Luthers De libertate christiana. Eingeleitet wurde die Ausgabe von einem Vorwort, das Diego de Enzinas zugeschrieben wird und die protestantische Idee der Gnade durch den Glauben den Alumbrados und den christlichen Humanisten in Spanien nahebringen wollte.
Diego de Enzinas hatte vor, die Drucke aus den Niederlanden nach Spanien zu schmuggeln, aber die spanische Inquisition kam dahinter. Auf Anraten seiner Familie beschloss er, nach Rom zu gehen, wo Protestanten nicht verfolgt wurden. Jedoch wurde im Jahr 1542 durch Papst Paul III. die Gründung der römischen Inquisition, die Sacra Congregatio Romanae et universalis Inquisitionis (auch: Congregatio Sancti Officii) eingeleitet in der Bulle Licet ab initio vom 4. Juli, und ein Kardinalskollegium bekam die Sonderrechte von Generalinquisitoren. Diego de Enzinas, der sich in Rom protestantischen Kreisen angeschlossen hatte, fiel den nun einsetzenden Verfolgungen zum Opfer, nachdem ein Brief, den er an Martin Luther geschrieben hatte, abgefangen worden war. Unter der Folter nannte er die Namen der Mitglieder seines Zirkels und wurde zum Tode verurteilt. Am 15. März 1547 wurde er auf dem Scheiterhaufen verbrannt.
Seinen Bruder Francisco erreichte die Nachricht von der Hinrichtung Diegos in der Schweiz, wohin er sich zurückgezogen hatte, nachdem er durch den Druck seines Nuevo Testamento in Antwerpen 1543 ebenfalls ins Visier der spanischen Inquisitionsbehörde geraten war.

## Editionen
- Jonathan L. Nelson (Hrsg.): Breve y compendiosa institución de la religión cristiana (1542). Ediciones críticas, Universidad de Castilla-La Mancha 2008 ISBN 978-84-8427-609-8